# Bohemannia quadrimaculella
Bohemannia quadrimaculella là một loài bướm đêm thuộc họ Nepticulidae. Nó được tìm thấy ở Na Uy và Thuỵ Điển phía nam đến Pháp và từ Ireland phía đông đến Cộng hòa Séc và Áo. Nó cũng được tìm thấy ở România.
Sải cánh dài 7,4-8,8 mm. Con trưởng thành bay từ tháng 7 đến tháng 8 làm một đợt.
Ấu trùng có thể ăn Alnus glutinosa. Chúng đục lỗ vào chồi hay vỏ cành non của cây chủ.